# 汤爱玲
汤爱玲（Paul Denn，1847年4月1日—1900年7月20日）罗马天主教传教士、耶稣会会士，在庚子事变的朱家河惨案中殉道。

## 生平
1847年4月1日，汤爱玲出生于法国北部省的里尔，父亲是一位小学教师，在他两岁时去世。母亲辛苦操劳，培育五个孩子。由于贫穷，汤爱玲14岁时就工作谋生。1872年7月6日加入耶稣会，同年前往中国。他在直隶献县张家庄修院继续修道，到1880年12月19日在那里晋升神父。此后先在河间范家疙瘩传教，三年后任献县张家庄公学的院长。1897年出任故城县本堂神父。
1900年春，义和团开始袭击直隶省的基督徒。汤爱玲神父接受命令，前往设防的景州朱家河村避难。7月15日，义和团袭击了村庄，但未能攻取。7月20日上午，陈泽霖部大约2000名政府军攻入村内，汤爱玲与任德芬两位神父、以及三千名教友，同日在景州朱家河被杀。只有少数教友声明放弃信仰而获义和团宽恕，两位神父和上千名不愿放弃信仰的教友聚集在教堂内祈祷，两位神父均中弹，随后义和团又纵火烧教堂，神父和堂内教友几乎全部被烧死。

## 宣福与封圣
1955年4月17日，教宗庇护十二世包括他在内的河北省55位殉道者同时立为真福。2000年10月1日，教宗若望保禄二世将包括他在内的120位中华殉道真福宣为圣人。纪念日为7月9日。